# Шерах, Корла Богухвал
Ко́рла Бо́гухвал Ше́рах, немецкий вариант — Карл Готлоб Ширах (в.-луж. Korla Bohuchwał Šěrach, нем. Karl Gottlob Schirach, 25 февраля 1764 года, Будышинк, Лужица, курфюршество Саксония — 16 сентября 1836 года, Рыхвальд, Лужица, королевство Саксония) — лютеранский священнослужитель, серболужицкий общественный деятель, издатель первого в истории серболужичан печатного журнала на верхнелужицком языке.

## Биография
Родился 25 февраля 1764 года в серболужицкой деревне Будишинк в семье лютеранского священника, серболужицкого учёного и просветителя Гадама Богухвала Шераха. По окончании будишинской гимназии изучал с 1782 года по 1786 год теологию в Виттенберге. Будучи студентом, принимал участие в деятельности серболужицкого культурно-просветительского «Сербского проповеднического общества». После учёбы возвратился на родину, где в течение 11 лет работал домашним учителем в Будишине. В 1797 году был назначен настоятелем в лютеранский приход в серболужицкой деревне Рыхвалд, где служил до своей кончины 16 сентября 1836 года.
В 1790 году издал совместно с Яном Янкой первый и единственный номер политического журнала «Mesačne pismo k rozwučenju a wokřewjenju», который содержал статьи, прославляющие Французскую революцию. Цензура саксонского правительства запретила дальнейшее издание журнала, который больше не издавался.